# Emirates Airline (канатная дорога)
Emirates Air Line — пассажирская канатная дорога. Соединяет район Королевских доков и боро Гринвич через реку Темзу в Лондоне. Спонсором строительства выступила авиакомпания Emirates.
Канатная дорога построена к летним Олимпийским играм 2012 года. Строительство велось с августа 2011 года по май 2012 года. Пропускная способность дороги составляет 2500 пассажиров в час в каждом направлении. По состоянию на январь 2013 года стоимость разового проезда составляет 6 фунтов, действуют скидки при использовании карт Oyster и при частых поездках. Одна из двух точек начала поездки расположена на полуострове Гринвич.